# Ludger Dionne
Pour l’article homonyme, voir Dionne.
Ludger Dionne (1er mars 1888-4 juin 1962) est un fabricant et homme politique fédéral et municipal du Québec.

## Biographie
Né à Sainte-Hélène-de-Chester dans le Centre-du-Québec, il fut un homme d'affaires opérant une usine de soulier située à Saint-Georges. 
Il entame sa carrière politique en devenant maire de Saint-Georges de 1934 à 1942. Il fut élu député du Parti libéral du Canada dans la circonscription de Beauce en 1945. Aux prises avec une grève dans son usine, il alla en Pologne pour engager 100 Polonaises catholiques et leur permirent d'émigrer au Canada pour travailler dans différents rayons de son usine. Durant son voyage, il fut interviewé par Will Lang Jr. du Life à propos de ses intentions. Lors de son retour au Canada, les travailleurs iront se plaindre au Gouvernement canadien que des immigrants volaient leurs emplois.
Outré par les agissement de Dionne, le Parlement canadien vote une série de lois en lien avec les personnes déplacées et les réfugiés. La controverse contribua à la défaite de Dionne en 1949 et en 1957. 